# Gestreepte ijsvogel
De gestreepte ijsvogel (Halcyon chelicuti) is een ijsvogel die voorkomt in Afrika.

## Beschrijving
De gestreepte ijsvogel is een ijsvogelsoort met een lengte van 16 tot 18 cm. Een volwassen exemplaar heeft een grijsbruine rug met blauw en zwart op de vleugel, stuit en staart. De borst en de buik zijn bleekwit met bruine streepjes. De kopkap is licht met donkere bruine strepen, met een zwarte oogstreep. De snavel is van onder oranjerood en van boven en aan de punt zwart gekleurd.

## Verspreiding en leefgebied
De gestreepte ijsvogel komt voor in Afrika onder de Sahara tot in het noordwesten van Namibië en het noordoosten van Zuid-Afrika. Het leefgebied is half open bosgebied, bossavanne en kleinschalig agrarisch gebied. Het is geen vogel van dicht regenwoud, maar van meer droge gebieden.
De soort telt 2 ondersoorten:
- H. c. eremogiton: van centraal Mali tot centraal Soedan.
- H. c. chelicuti: van zuidelijk Mauritanië, Senegal en Gambia tot Ethiopië en Zuid-Afrika.

## Status
De grootte van de populatie is niet gekwantificeerd. Er is geen aanleiding te veronderstellen dat de soort in aantal achteruit gaat, de aantallen blijven stabiel. Om die redenen staat deze ijsvogel als niet bedreigd op de Rode Lijst van de IUCN.